# La Bretagne libertaire
La Bretagne libertaire, fou una revista bretona editada pel 1921 per Camille Le Mercier d'Erm amb l'article « La Nation bretonne et l'Internationale ». S'hi publicaren articles en francès i en bretó de personatges tan dispars com Félicité Robert de Lamennais, Ernest Renan, Olivier Souvestre, Aristide Briand, Gustave Hervé, Yves Le Febvre, G. Garantec, Émile Masson, Jos. Le Bras, Louis-Napoléon Le Roux, Le Mercier d'Erm, François Taldir-Jaffrenou, i Charles Rolland; els gravats eren de Jeanne Malivel.
El títol aparegut com a 4-5 (6a sèrie) de la revista dels primers Les Humbles (abril-maig 1921, 64 p.) de Maurice Wullens.